# Acrocanthosaurus
Acrocanthosaurus ist ein Dinosaurier, der zu den Carcharodontosauridae, einer Gruppe innerhalb der Theropoden, gezählt wird. Seine Überreste, unter denen sich mehrere Teilskelette und ein fast vollständiges Skelett befinden, wurden aus Schichten der frühen Kreidezeit (Aptium bis mittleres Albium) in den USA geborgen. Die einzige Art ist A. atokensis.
Acrocanthosaurus war ein sehr großer, bipeder Fleischfresser. Ein Hauptmerkmal sind verlängerte Wirbelfortsätze, die vielleicht ein niedriges Segel bildeten.

## Allgemeines
Acrocanthosaurus  ist nach seinen Wirbelstacheln benannt, der Name setzt sich aus dem griechischen akro „hoch“, akantha „Stachel“ und sauros „Echse“ zusammen. Das Artepitheth atokensis ist nach Atoka County benannt, wo das Holotyp-Material gefunden wurde. In seiner 1947 veröffentlichten Masterarbeit hatte der Paläontologe Wann Langston zunächst den Namen Acracanthus vorgeschlagen, die Bezeichnung wurde jedoch in Acrocanthosaurus geändert.
Die wissenschaftliche Erstbeschreibung von Acrocanthosaurus wurde 1950 anhand von zwei Teilskeletten von Langston und seinem Kollegen Willis Stovall durchgeführt. Die Funde (Holotyp OMNH 10146 und Paratyp OMNH 10147), die neben anderen Skelettresten auch etwas Schädelmaterial enthalten, waren zuvor aus den Schichten der Antlers-Formation in Oklahoma geborgen worden.
Seitdem wurden zwei weitere, vollständigere Skelette beschrieben: Das erste stammt aus der Twin Mountain Formation aus Texas. Es trägt die Nummer SMU 74646 und ist etwa zu 70 % erhalten, darunter der unvollständige Schädel. Dieses Skelett wurde im Jahr 1990 wiederentdeckt, obwohl es bereits mehr als 40 Jahre zuvor ausgegraben worden war. Das zweite Skelett (OMNH 10168) trägt den Kosenamen „Fran“ und stammt, wie die beiden ersten Skelette, aus der Antlers-Formation aus Oklahoma. Es ist das bisher vollständigste Acrocanthosaurus-Skelett, sogar der Schädel ist komplett erhalten. Viele weitere Einzelknochen und Knochenfragmente wurden in Texas und Oklahoma, aber auch in Utah (Cedar Mountain Formation) geborgen.
Die Funde stammen aus dem Aptium und dem mittleren Albium, somit lebte Acrocanthosaurus vor 126 bis 108 Millionen Jahren. Auf demselben Gebiet zur selben Zeit lebten zum Beispiel Deinonychus, Tenontosaurus und Sauroposeidon. Dies ist eine der reichhaltigsten bekannten Dinosaurierfaunen der frühen Kreide, und Acrocanthosaurus war der Topräuber.
Drei Rückenwirbelknochen aus England, die noch höhere Stacheln aufwiesen, wurden anfangs Acrocanthosaurus altispinax genannt. Später wurde für diesen Fund jedoch eine eigene Gattung beschrieben: Becklespinax.
In Amerika werden traditionell viele fossile Fußspuren Acrocanthosaurus zugeschrieben, vor allem die berühmten Glen Rose Spuren im Dinosaur Valley State Park im Norden Texas. Es ist zwar unmöglich zu sagen, ob diese Spuren wirklich von Acrocanthosaurus stammen. Sie sind jedoch etwa gleich alt wie die Knochenfunde und haben die entsprechende Größe, weshalb eine Zugehörigkeit zu Acrocanthosaurus gut möglich ist.
Einige der Fährten wurden bei den Fährten einer Sauropodenherde gefunden, und sie zeigen in dieselbe Richtung wie die der Pflanzenfresser. Es wird deshalb vermutet, dass die Fleischfresser den großen Sauropodenherden bei ihren Wanderungen folgten und auf kranke und schwache Tiere lauerten. Beweisen lässt sich dies jedoch nicht.

## Beschreibung

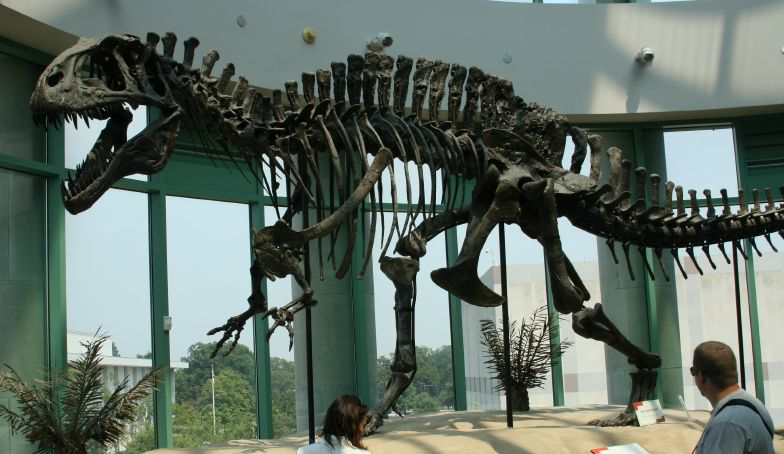
„Fran“ im North Carolina Museum of Natural Sciences

Das nahezu vollständige Skelett „Fran“ hat eine Länge von 11,5 m. Davon entfallen 129 cm auf den Schädel, der damit deutlich länger ist als bei dem verwandten Allosaurus. Sein Gewicht wird demzufolge auf 2–3 Tonnen geschätzt. Damit zählt Acrocanthosaurus zu den größten bekannten Theropoden, obwohl er etwas kleiner war als der Verwandte Giganotosaurus mit bis zu 13 m.
Wichtige anatomische Schädelmerkmale sind zwei zusätzliche kleine Schädelöffnungen im Oberkiefer, die zu den gewöhnlichen fünf hinzukommen. Außerdem ist das antorbitale Fenster, eine Schädelöffnung, die sich vor der Augenöffnung befindet, mit 42 cm ungewöhnlich groß.
Bei Acrocanthosaurus sind, im Gegensatz zu vielen seiner Verwandten, keine Schädelhörner ausgebildet.
Die Hals-, Rücken- und vorderen Schwanzwirbel haben verlängerte Fortsätze ausgebildet, die mehr als 2,5-mal höher als die jeweiligen Wirbel sein können. Diese Wirbelstacheln treten auch bei anderen Dinosauriern auf, Rekord hält der ägyptische Spinosaurus mit einer Stachellänge von 1,5 m. Vielleicht haben die Wirbelstacheln bei Acrocanthosaurus ein niedriges Segel gebildet. Oder sie waren, ähnlich wie die des heutigen Bison, mit Muskeln umgeben, die einen hohen Buckel auf dem Rücken bildeten.

## Systematik
Über die systematische Einordnung innerhalb der Allosauroidea, zu denen Acrocanthosaurus gezählt wird, gibt es noch immer Uneinigkeit. Die Allosauroidea bestehen aus drei Familien, die Allosauridae (z. B. Allosaurus), die Carcharodontosauridae (z. B. Carcharodontosaurus, Giganotosaurus, Tyrannotitan) sowie die Sinraptoridae (z. B. Sinraptor).
Ursprünglich wurde er als Allosauride klassifiziert. Heute wird er von vielen Forschern eher für einen Carcharodontosauriden gehalten, obwohl dies durch neuere Studien in Frage gestellt wurde. Coria und Currie (2003) meinen z. B. nach Untersuchungen an den Schädelkästen, dass Acrocanthosaurus keine der typischen Carcharodontosauriermerkmale aufweist und daher nicht zu den Carcharodontosauriden gestellt werden kann. Fanzoza (2002) hat allerdings klare Ähnlichkeiten der Acrocanthosaurus-Schädelkästen mit denen von Allosaurus und Carcharodontosaurus festgestellt.
Es wurde sogar eine neue Familie, die Acrodontosauridae, vorgeschlagen (Molnar, 2001), in denen Acrocanthosaurus zusammen mit Carcharodontosaurus klassifiziert werden sollte. Diese Theorie wird jedoch von den meisten Forschern abgelehnt.

## Gehirnstruktur
Im Jahr 2005 haben Wissenschaftler das Holotyp-Schädelmaterial des Acrocanthosaurus mittels Computertomografie digitalisiert, um so das Gehirn und die Nervengänge rekonstruieren zu können. Folgende Beobachtungen konnten dabei gemacht werden:
- Die Riechkolben waren groß und dick, was auf einen gut ausgebildeten Geruchssinn hinweist.

- Die Rekonstruktion der Bogengänge des Ohres, des „Balanceorgans“, hat gezeigt, dass der Kopf im Winkel von 25 Grad unter der Horizontalen gehalten wurde.

- Das Gehirn ist leicht s-förmig und ähnelt mehr dem eines Krokodils als dem eines Vogels.

- Das Gehirn ähnelt mehr dem des Carcharodontosaurus und des Giganotosaurus als das von Sinraptor oder Allosaurus, was die Einordnung als Carcharodontosauride stärken soll.

Computertomografie ist eine recht neue Methode in der Paläontologie, mit der auch die Gehirnabdrücke von anderen großen Theropoden (Tyrannosaurus, Ceratosaurus, Allosaurus und Carcharodontosaurus) rekonstruiert wurden.